# Isla Botón
La isla Botón (en inglés: Button Island) es una de las islas Malvinas. Se encuentra dentro de la bahía del Laberinto en la costa este de Lafonia, al sur de la isla Soledad. Con una superficie pequeña, se halla frente al puerto Fox, junto con la isla Sucia.